# 엘리트스포츠
엘리트 스포츠(Elite Sport)는 <대한민국 2007 체육백서>에 따르면, '특정 경기종목에 활동과 사업을 목적으로 설립되고 대한체육회에 가맹된 법인 또는 단체인 경기단체에 등록된 선수들이 수행하는 운동경기 활동'으로 정의하고 있다. 즉, 각급 학교의 경기 종목별 운동부, 각 경기 종목의 실업리그 등 전문적으로 운동경기를 행하는 사람들의 스포츠 경기를 포괄하는 용어다.
일반적인 이미지상으론, 재능있는 특정 선수들에게만 집중적으로 투자를 하고 훈련을 시켜 국제대회 등에서 메달 획득 따위의 성과를 얻는 가능성을 높이는 스포츠를 일컫는 용어다. 이는 생활 체육 스포츠를 말하는 풀뿌리 체육(Grass Root Sports)과 상업주의에 입각한 프로페셔널 스포츠(Professional sports)와 구분되는 용어다.